# 須見洋行
須見 洋行（すみ ひろゆき、1945年 - ）は、日本の生理学者。専門は食品機能学。倉敷芸術科学大学名誉教授。医学博士。

## 概説
1945年、奈良県生まれ。1974年、徳島大学医学部大学院修了。九州大学理学部、宮崎医科大学生理学助教授、倉敷芸術科学大学教授などを歴任した。シカゴ大学マイケルリース研究所で研究中、血栓溶解に働く「プロウロキナーゼ」「ナットウキナーゼ」を発見。1986年に日本で初めて、納豆に強力な血栓溶解酵素があるという研究成果を発表した。納豆研究の第一人者。「納豆博士」の異名を持つ。著書に『納豆は効く 解明された納豆パワーの秘密』（ダイナミックセラーズ出版）など多数。

## 略歴
- 1945年 奈良県生まれ
- 1968年 山梨大学工学部発酵生産学科(現生命環境学部生命工学科)卒業[4][5]
- 1970年 山梨大学大学院修士課程発酵生産学専攻(現生命工学専攻)修了[4][5]
- 1974年 徳島大学医学部大学院修了
- 1978年 シカゴ・マイケルリース研究所文部省在外研究員[6]
- 1982年 宮崎医科大学生理学助教授
- 1993年 岡山県立大学栄養学科助教授
- 1997年 倉敷芸術科学大学産業科学技術学部機能物質化学科(現生命科学部生命科学科)教授[7]
- 2015年 倉敷芸術科学大学生命科学部生命科学科特任教授[8]
- 2017年 倉敷芸術科学大学名誉教授[9]

## 受賞歴
- 1974年 財団法人 三木康楽会学術賞[10]
- 1991年 財団法人 中埜研究奨励賞 [10]
- 1992年 飯島記念食品科学財団研究奨励賞 [10]
- 1997年 財団法人杉山産業化学研究所研究奨励賞 [10]
- 2000年 飯島記念食品科学振興財団研究奨励賞 [10]
- 2024年 瑞宝小綬章[11]